# Mission Viviani-Joffre
La mission Viviani-Joffre (24 avril 1917-14 mai 1917) a facilité la création de l'armée moderne américaine et l'entrée en guerre des États-Unis au cours de la Première Guerre mondiale.
Cette mission, censurée par les médias français, a permis le changement du cours de la guerre et la victoire finale des Alliés en 1918.

## Contexte historique en 1917

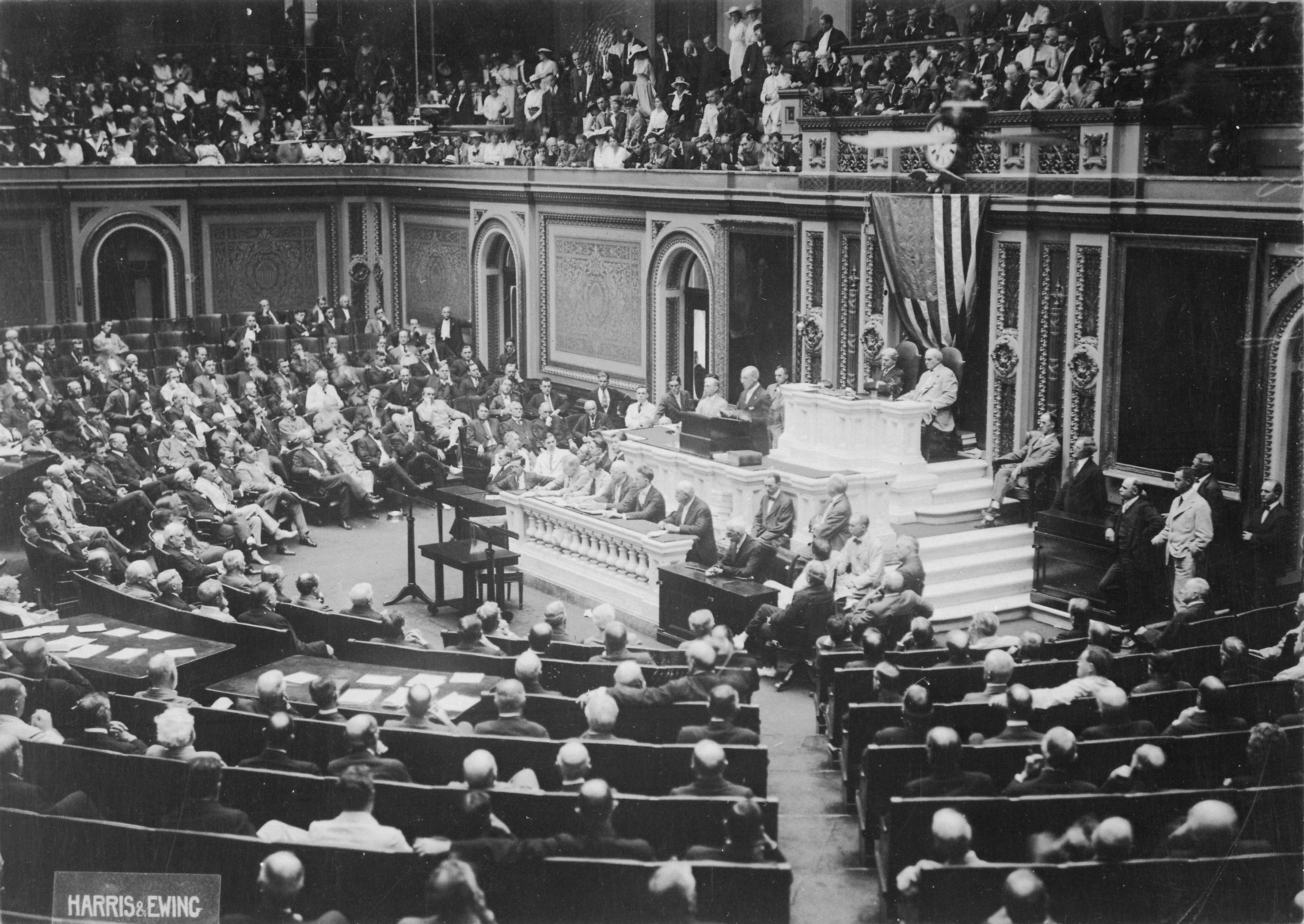
Le président Wilson devant le Congrès, annonce la rupture des relations officielles avec l'Allemagne. 3 février 1917.

L’Europe est entrée dans sa troisième année de guerre. À l’est, la décomposition de l’armée impériale russe et la crise politique en Russie rendent envisageable l’arrêt des hostilités sur le Front de l'Est ce qui permettra à l’Empire allemand de porter tout son effort sur le front français. Les pertes humaines ont été énormes et la crise des effectifs s’annonce. La supériorité numérique de l'armée impériale allemande devrait s'accentuer sur le front de l'ouest,.
Le 31 janvier 1917 l’Allemagne décide d’étendre aux nations neutres la guerre sous-marine en violation flagrante avec la liberté des mers dont les États-Unis étaient de farouches défenseurs. Les exportations américaines vers l’Europe sont interrompues, ce qui provoque l’engorgement des ports et le marasme dans les plaines du Midwest qui ne peuvent plus exporter leurs céréales.

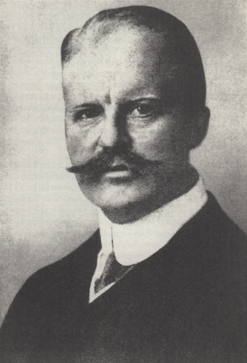
Arthur Zimmermann

Le président américain, Woodrow Wilson, quoique élu sur un programme de non-intervention change d’avis surtout après la publication du télégramme Zimmermann qui fait basculer l’opinion publique en faveur de la guerre.
Le 6 avril 1917 les États-Unis déclarent la guerre à l’Allemagne à la suite de l'affaire Zimmermann : le secrétaire allemand aux Affaires étrangères Arthur Zimmermann demande par un télégramme secret à son ambassadeur au Mexique de proposer au Mexique, en échange de son entrée en guerre aux côtés de l’Empire allemand, la restitution par les États-Unis du Texas, du Nouveau-Mexique et de l’Arizona perdus lors de la guerre américano-mexicaine de 1846-1848, ainsi qu’une aide financière importante.

## L’armée américaine en 1917

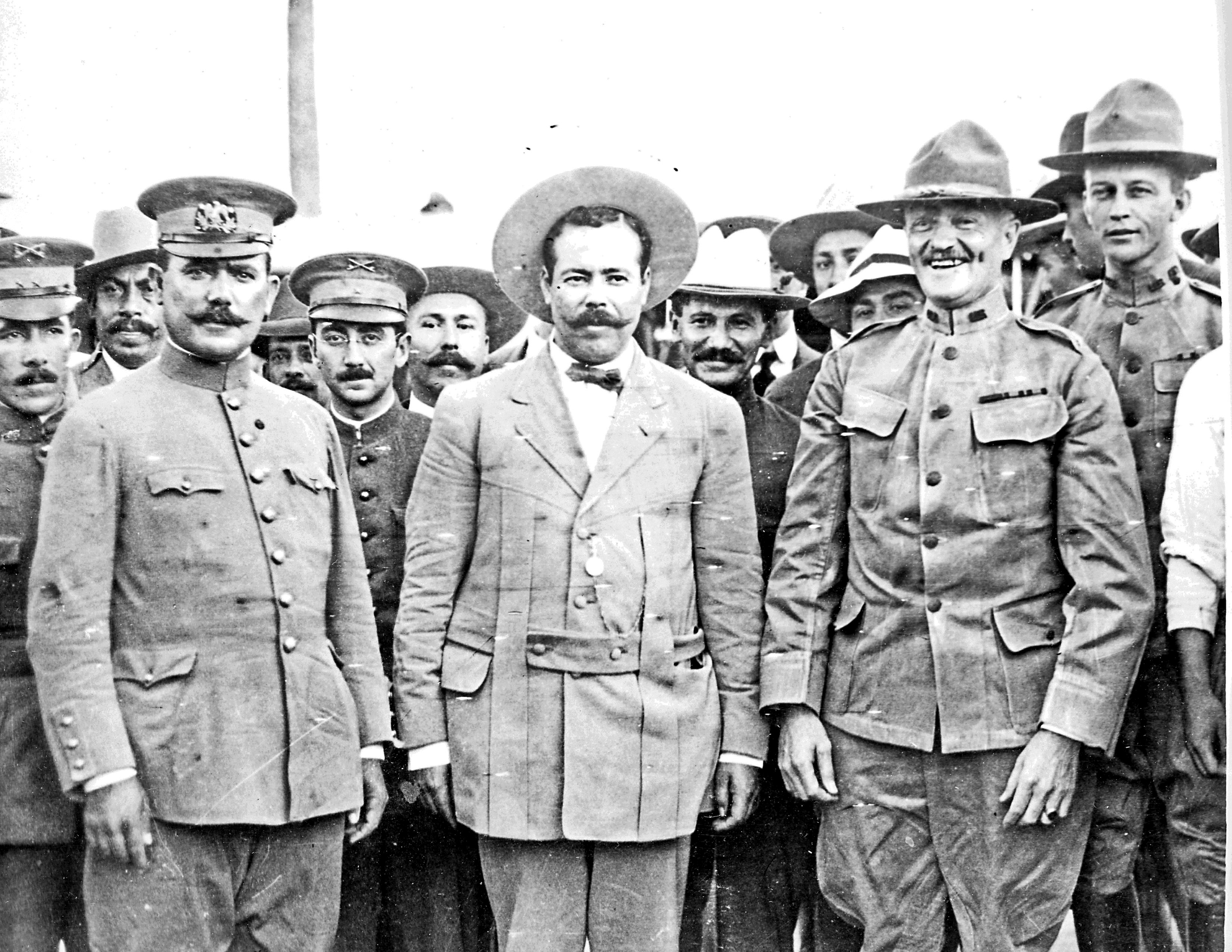
L'armée américaine en 1914

Depuis leur guerre d’indépendance et en raison d’une politique de non-intervention, les États-Unis ne possèdent qu’une petite armée de volontaires d’environ 120 000 hommes sans compter la garde nationale peu instruite. Pas de troupes, ni de cadres de réserve, aucun matériel moderne en fabrication ni en projet. La United States Navy est la 3e du monde derrière la Royal Navy et la marine impériale allemande. Pour le reste tout est à créer.

## Le but de la mission Viviani-Joffre
Les nations alliées, la Grande-Bretagne et la France, sont exsangues et chacune souhaite s'attacher l’immense potentiel humain que représente les États-Unis afin de les incorporer dans leurs rangs.

### Les Anglais partent les premiers

Lord Balfour

Dès le 11 avril 1917, le secrétaire d'État aux Affaires étrangères, Lord Balfour, quitte Londres et arrive à Washington le 22 avril suivant. Le président Wilson le reçoit à dîner le 30 avril. Il s’adresse à la chambre des représentants le 5 mai puis au Sénat le 8 mai. C’est un partisan de l’amalgame qui consiste à incorporer les Américains par petits groupes aux forces combattantes, dans ce cas les Britanniques. Son argument majeur est la communauté de langue et son arrière-pensée est que les effectifs sous commandement britannique étant ainsi augmentés, il pourra demander que le Royaume-Uni dirige la coalition,.

### Les Français suivent de près
Le 15 avril 1917 une délégation française conduite par René Viviani, vice-président du Conseil, garde des Sceaux et ancien ministre des Affaires étrangères, quitte la France, renforcée par le lustre historique du marquis de Chambrun, descendant de Lafayette, député de la Lozère, le vice-amiral Chocheprat, et le maréchal Joffre comme conseiller militaire. Sont adjoints à la mission : M. Abel Hovelacque, inspecteur général de l'Instruction publique, et M. Simon, inspecteur au ministère des Finances.
Le maréchal Joffre emmène avec lui son chef de cabinet, le lieutenant-colonel Fabry, le lieutenant-colonel Rémond du Grand Quartier général, le commandant Réquin de l'état-major général de l'armée, le médecin major de 1re classe Lucien Dreyfus, le lieutenant François de Tessan, aide de camp.
Le vice-amiral Chocheprat a pour aide de camp le lieutenant de vaisseau Simon, le commissaire de la marine, M. Lindenboom.
Le but est d’obtenir l’incorporation des Américains dans le contingent français selon les souhaits de l’état-major et du président du Conseil Ribot avec les mêmes modalités que les Britanniques.

## Le maréchal Joffre avant son départ en Amérique

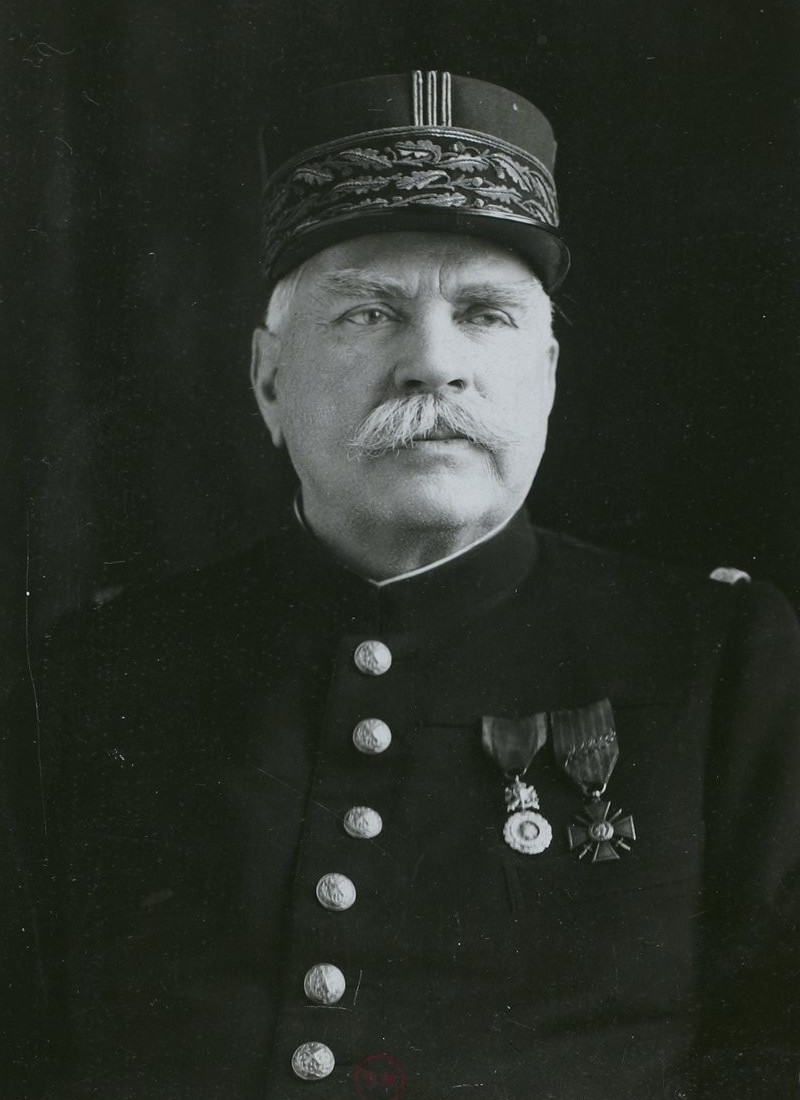
Le Maréchal Joffre

Fin décembre 1916, le général Joffre a été écarté de la conduite effective de la guerre et remplacé par le général Nivelle qui prépare une grande offensive pour le printemps.
Joffre est nommé provisoirement conseiller militaire du gouvernement, promu maréchal de France ; il jouit en Amérique d’une immense popularité.
C’est donc naturellement que le président du Conseil Alexandre Ribot, qui a chargé son vice-président René Viviani de la mission en Amérique, demande à Joffre de prêter pour la circonstance « son inégalable prestige car il est en France et dans le monde le représentant de l’armée française et que sa présence en Amérique déterminera un mouvement d’opinion très favorable ». L’ordre de mission « déterminer sans retard et dans leurs grandes lignes, les directives de la coopération des forces américaines avec les armées alliées » est vague et Joffre l’interprétera comme une carte blanche.
Encore très au fait des affaires de l’Entente, des difficultés à prévoir, à court et moyen terme, habitué à prendre seul des responsabilités et des initiatives au plus haut niveau, en forçant parfois l’accord du gouvernement, il se trouve être l’homme de la situation.
De plus le gouvernement n’est pas fâché de l’éloigner alors que la controversée offensive Nivelle va être lancée. Il connaît les États-Unis pour les avoir déjà traversés. À la fin de son affectation à Hanoï, il a demandé, le 21 mai 1888, un congé sans solde qui lui permet de visiter, sur le chemin du retour, la Chine, le Japon et surtout l’Amérique du Nord. Ce sera son premier tour du monde. Contrairement à beaucoup d’Européens de cette époque, la mentalité du peuple américain qu’il a côtoyé pendant plusieurs semaines ne lui est pas inconnue

## La mission
Le croiseur auxiliaire Lorraine II accoste à Hampton Roads et mouille face au fort Monroe. L’amiral Henry T. Mayo (en), commandant en chef de la flotte de l’Atlantique, monte à bord et, avant de saluer Viviani, s’adresse au maréchal Joffre en ces termes : « Sir, votre présence ici est le plus grand honneur qui puisse être rendu à mon pays,. »

Le maréchal Joffre et le sous-secrétaire d'État Roosevelt (collection National Archives and Records Administration).

Ensuite, l’ambassadeur de France Jules Jusserand, le général Scott, chef d’état-major général des États-Unis ainsi que le sous-secrétaire d’État à la Marine, Franklin Delano Roosevelt, montent à bord. La remontée du Potomac se fait à bord du yacht présidentiel mis à la disposition de la mission ; celle-ci arrive le lendemain à Washington, où elle reçoit un accueil enthousiaste.

Sortie du maréchal Joffre et son état major à Washington (collection NARA).

Le 26 avril, elle est reçue à la Maison Blanche et les 27 et 28 avril Joffre présente le document préparé par lui-même lors de la traversée à l’état-major américain. Celui-ci, qui a déjà étudié la proposition Balfour, paraît soulagé et satisfait des propositions françaises et, après avoir reçu le 2 mai Joffre en tête à tête, le président Wilson donne son accord de principe à l’étude des grandes lignes du programme. Avec lui, il passe en revue chaque détail du conflit : les effectifs français et allemands, l'organisation de l'armée américaine, le transport et le débarquement, l'organisation du commandement,… Au ministère de la Guerre, on lui présente le commandant des forces américaines, le général John Pershing. Au total, dans un premier temps, une division composée de quatre régiments d'infanterie, de douze batteries de campagne et de six batteries lourdes s'embarque début juin.
Tout va alors très vite. Entre le 3 et le 13 mai, tandis que Viviani et Joffre entreprennent une tournée triomphale des principales villes américaines, les officiers de la mission française et l’état-major américain mettent au point le programme et règlent les détails.

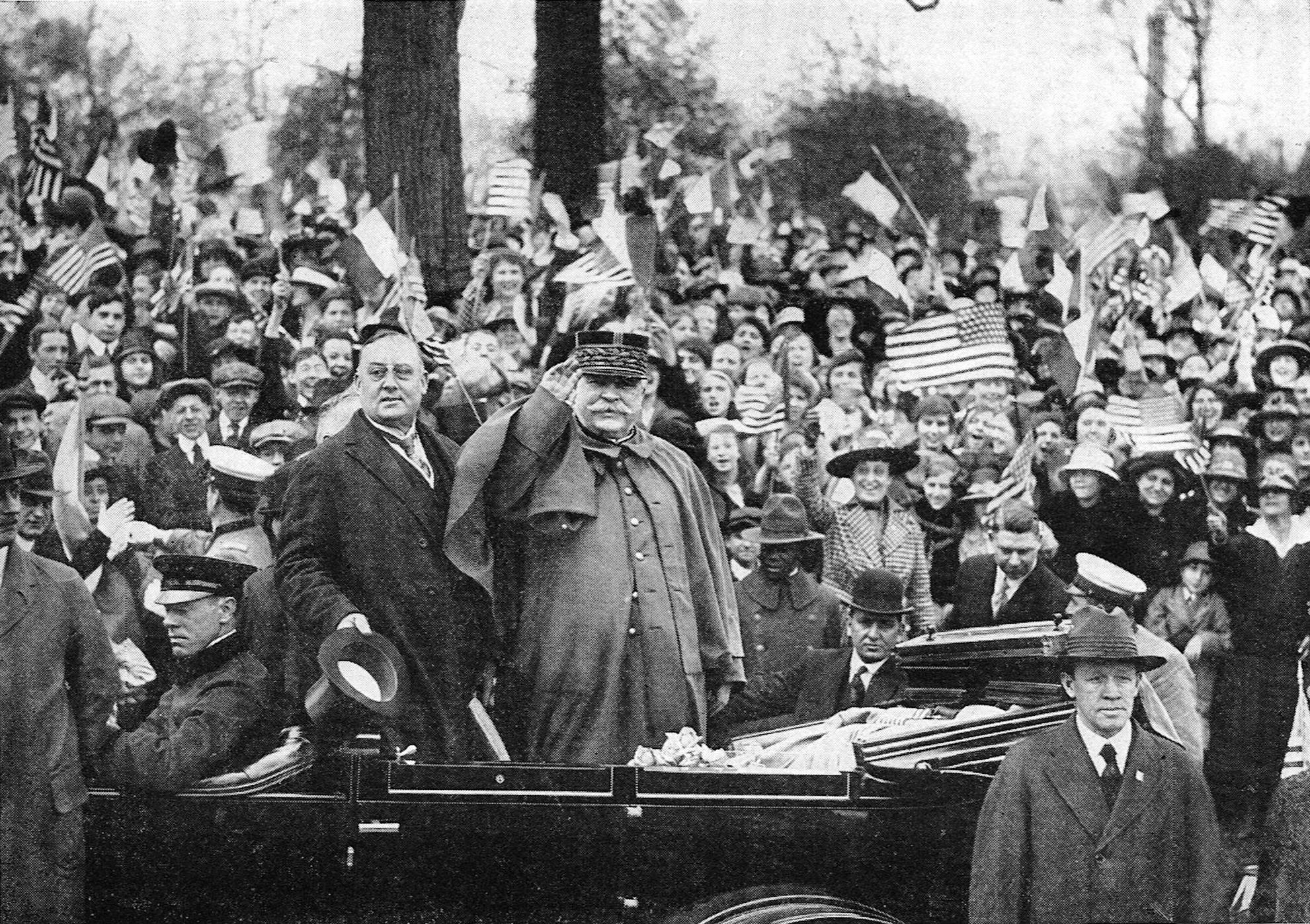
Le Maréchal Joffre et le maire de Boston (collection NARA).

L’accord final, signé le 14 mai par le secrétaire d’État à la Guerre américain Baker, diffère très peu du programme initial. Entre-temps la mission avait soulevé l’enthousiasme dans les villes où elle s’arrêtait.
« Joffre plut beaucoup aux Américains, aux militaires et aux politiques, car il avait choisi de ne pas leur dissimuler les difficultés de la France. Cette franchise est rapportée par tous les témoignages américains de l’époque. Il fit aussi la conquête du peuple américain auprès duquel son prestige de général républicain, vainqueur de l’autoritarisme allemand, était déjà éclatant. Sa haute taille, sa bonhomie, sa simplicité et même son absence d’éloquence telle que la conçoivent les politiciens firent merveille. L’accueil fait à la mission fut un vrai triomphe… à l’américaine. »
Des foules immenses vinrent contempler Joffre et écouter Viviani dont l’éloquence naturelle était comprise même si on ignorait le français. Mais le moindre geste, la moindre parole de Joffre obtenait encore plus de succès.

Joffre à New York (Collection NARA).

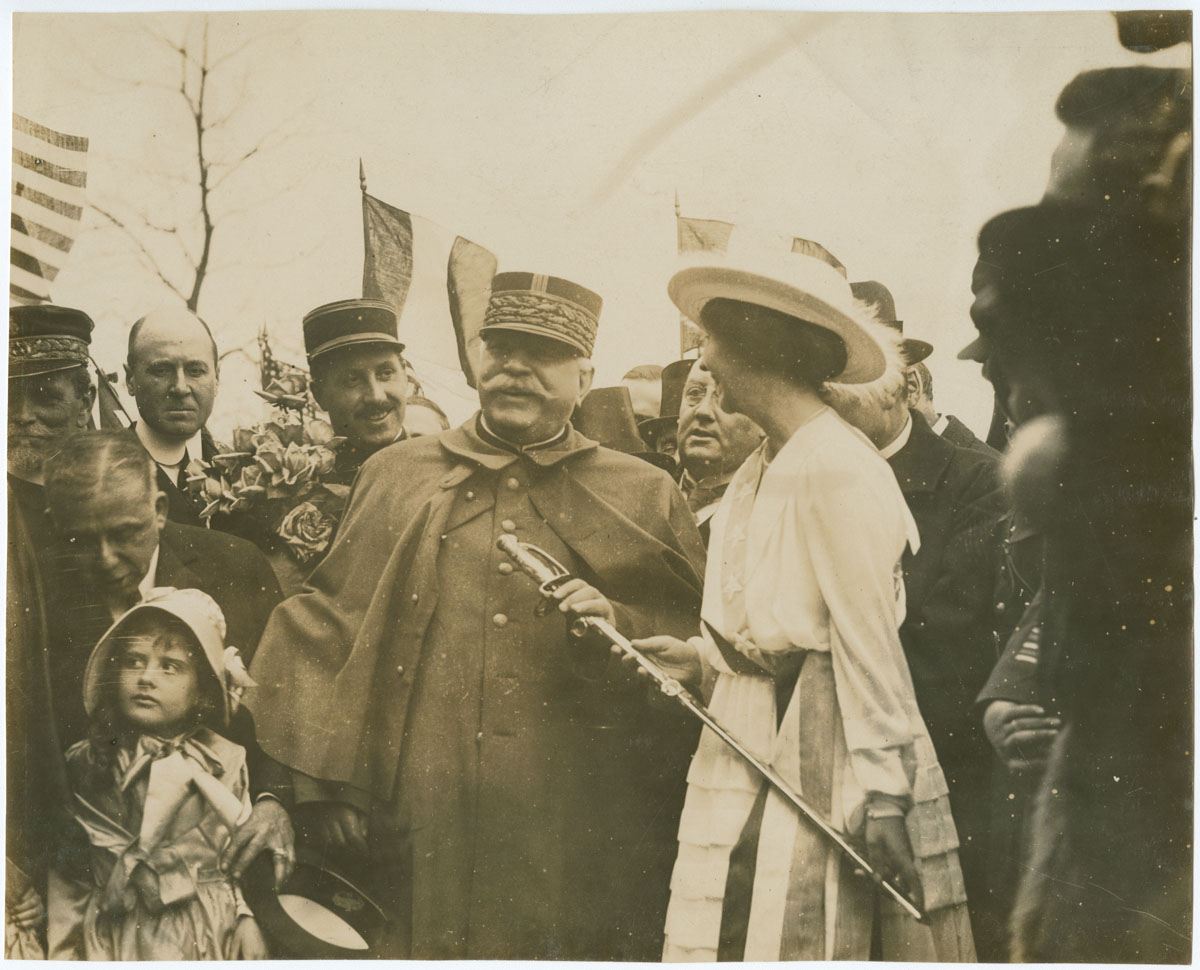
Accueil triomphal du maréchal Joffre (Collection NARA).

Un seul exemple, le plus pittoresque, lorsque la mission fut reçue par le Sénat le 1er mai. Malgré le protocole qui lui interdit de prendre la parole dans cette enceinte, Joffre est obligé de céder à l’insistance des sénateurs qui veulent l’entendre prononcer ne fût-ce qu’un seul mot : « just a word ». Joffre alors se dresse, agite son képi et dit : « I don't speak English, vive les États-Unis. » Cette trouvaille est saluée par des acclamations sans fin et fait même la une du New York Times. » 

Les cadeaux et les honneurs ont plu sur Joffre et il a été nommé membre honoraire des Cincinnati et docteur honoris causa de l’université Harvard avec cette citation :
« Chef dont le calme courage et la sagacité ont brillé comme une étoile dans la nuit noire et dont le génie à la Marne a changé une défaite en victoire, sauvant ainsi le France et le monde. » 
Le 14 mai le jour du départ, le général Pershing, qui vient d’être nommé commandant en chef des forces américaines en Europe, lui est présenté. Les deux hommes sympathisèrent et ce sentiment persistera après la guerre.

## Les dessous de l'accord Joffre-Baker

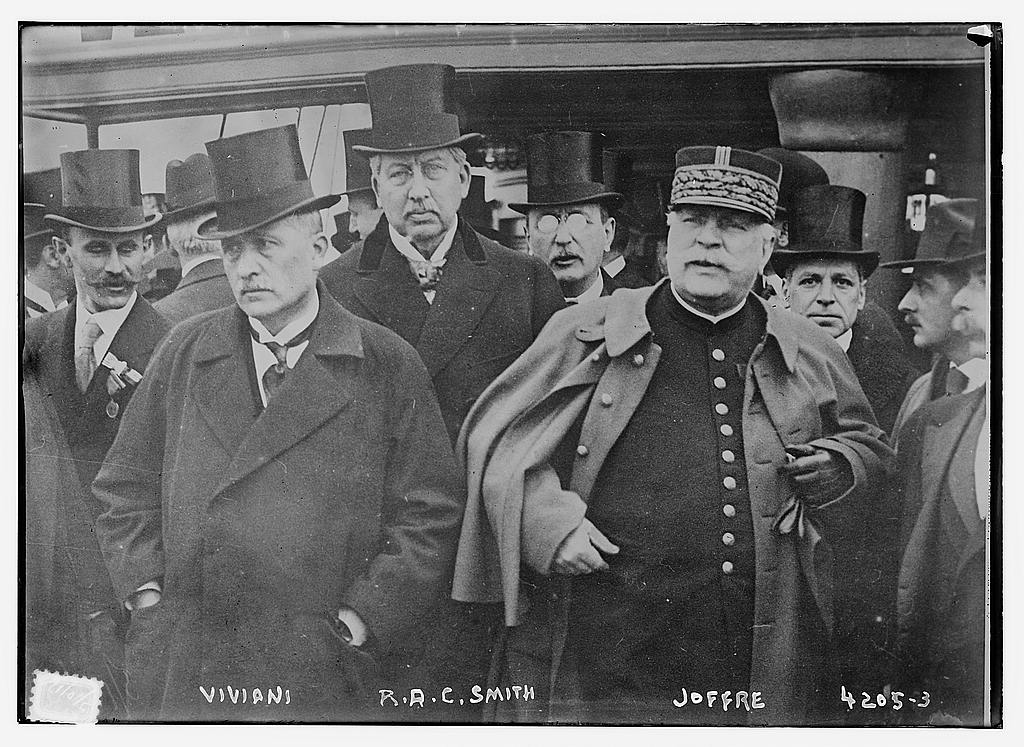
Joffre et Viviani (Collection NARA)

Le 14 mai, le maréchal Joseph Joffre et le secrétaire à la Guerre des États-Unis, Newton D. Baker, signent un accord pour la création d'une armée moderne américaine, qui prévoit : 
L'envoi d’un corps expéditionnaire, l'American Expeditionary Force (AEF) 
Les États-Unis enverront un corps expéditionnaire à l'effectif d'une division de toutes armes de 16 000 à 20 000 combattants comprenant en principe : 4 régiments d'infanterie, 12 batteries de campagne, 6 batteries lourdes, et les services correspondants. Ce corps expéditionnaire dont le transport commencera le 1er juin 1917 sera rassemblé dans un camp de la zone des armées françaises. Les troupes américaines y trouveront, au double point de vue matériel et moral, les conditions les meilleurs pour parfaire leur instruction sous la haute direction du commandement américain, qui appréciera le moment où ce corps expéditionnaire pourra prendre place sur le front.
La mission américaine en France, qu'il serait urgent de constituer définitivement, étudiera sans retard, de concert avec les autorités militaires françaises, l'organisation à donner à la base américaine à La Pallice.
L'organisation et instruction de l'armée américaine

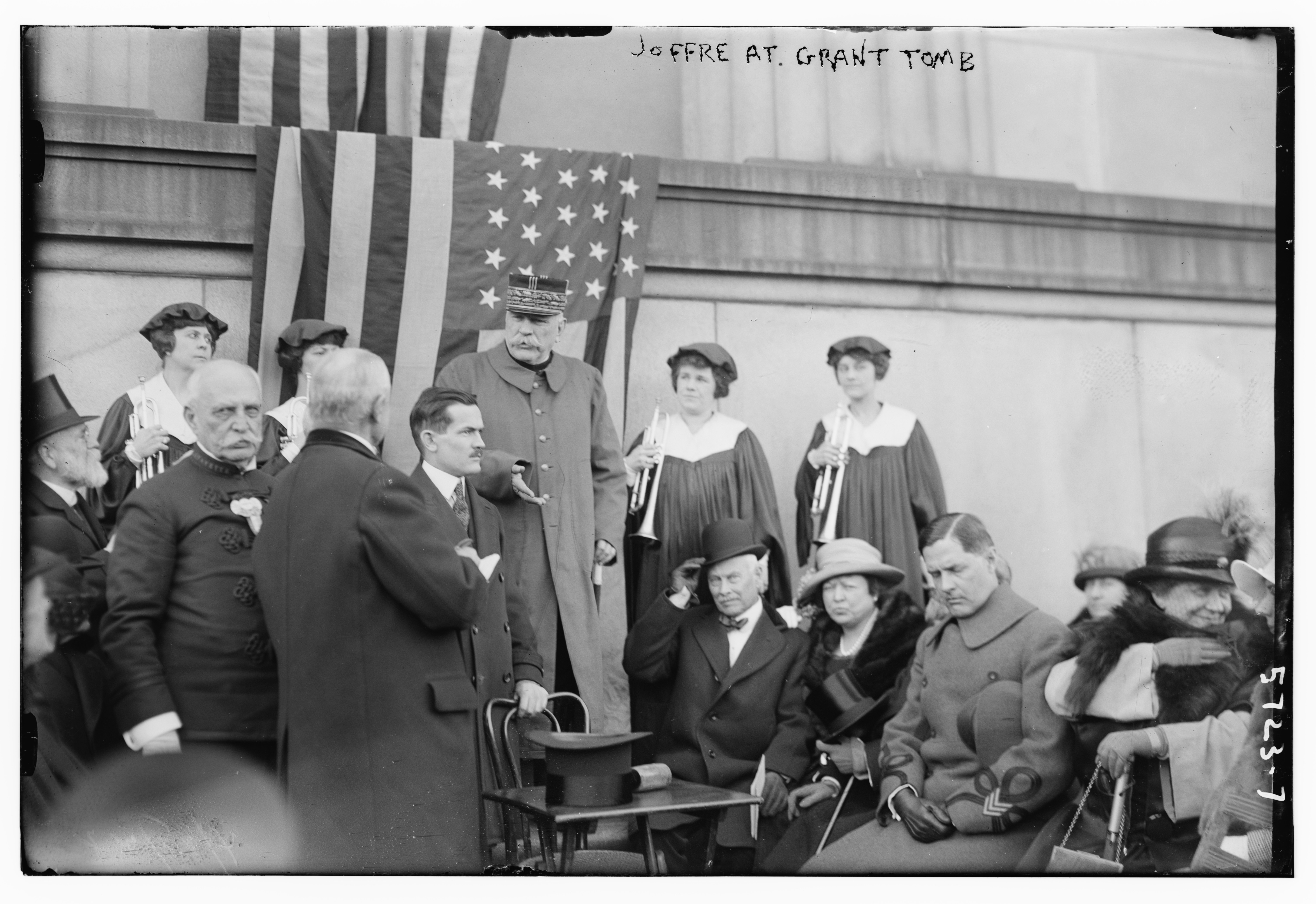
Le Maréchal Joffre devant la tombe de l'ancien président Ulysse Grant (Collection NARA)

- Le Maréchal Joffre devant la tombe de l'ancien président Ulysse Grant ( Collection NARA)L'organisation de l'armée américaine aura pour base l'adoption d'une grande unité de combat se rapprochant du type reconnu le mieux adapté à la guerre moderne, c'est-à-dire du corps d'armée à deux divisions de 3 à 4 régiments chacune, pouvant comprendre, en outre, une brigade d'infanterie en réserve de corps d'armée. Cette dernière disposition permettrait d'utiliser les ressources en hommes des États-Unis, avant même d'avoir réalisé la production de matériel de guerre proportionnelle à ces ressources.

- Les grandes unités américaines, après avoir reçu une première instruction aux États-Unis, seront transportées en France au fur et à mesure qu'elles seront organisées et suivant un plan de transport à communiquer au gouvernement français. Elles achèveront leur instruction dans des camps de la zone des armées françaises, comme il a été dit pour le corps expéditionnaire.

La maréchal Joffre usera tout son poids politique et militaire pour faire respecter cet accord aux divers gouvernements français.

## Chronologie de la mission
(D’après les grands jours de France en Amérique de François de Tessan )
- 15 avril 1917 : départ de la mission
- 24 avril 1917 : arrivée Hampton Road. Mouillage face au fort Monroe
- 25 avril 1917 : réception inoubliable. Washington
- 26 avril 1917 : visite à la Maison Blanche
- 27 avril 1917 : négociations. Viviani. Joffre à l’Ecole militaire.

- 28 avril 1917 : vote de la conscription
- 29 avril 1917 : pèlerinage à Mount Vernon. À la maison de George Washington
- 30 avril 1917 : entrevue Wilson – Viviani
- 1er mai 1917 : la mission française au Sénat
- 2 mai 1917 : le maréchal Joffre chez le Président Wilson
- 3 mai 1917 : à la chambre des Représentants
- 4 mai 1917 : la conquête de Chicago. Meeting à l’auditorium
- 5 mai 1917 : Chicago. L’université. Les Peaux-Rouges
- 6 mai 1917 : au cœur du Middle West : Kansas City. Saint Louis, ville de France
- 7 mai 1917 : Saint Louis. Sur la tombe de Lincoln. Springfield
- 8 mai 1917 : Indianapolis et Colombus
- 9 mai 1917 : Philadelphie. Arrivée à New York. Au City Hall
- 10 mai 1917 : manifestations populaires, Brooklyn, université Columbia. Gala de l’opéra
- 11 mai 1917 : Revue des cadets de West Point. Joffre membre honoraire des Cincinnati. Banquet à l’Astoria
- 12 mai 1917 : Boston. Harvard. Viviani devant le parlement d’Ottawa
- 13 mai 1917 : Le maréchal Joffre à Montréal (Canada)
- 14 mai 1917 : arrêt à Baltimore. Dernières conférences à Washington. Présentation de Pershing à Joffre. Départ de New York
- 23 mai 1917 : retour de la mission
- 13 juin 1917 : arrivée de Pershing en France avec son état-major.

## Le retour: un accueil froid

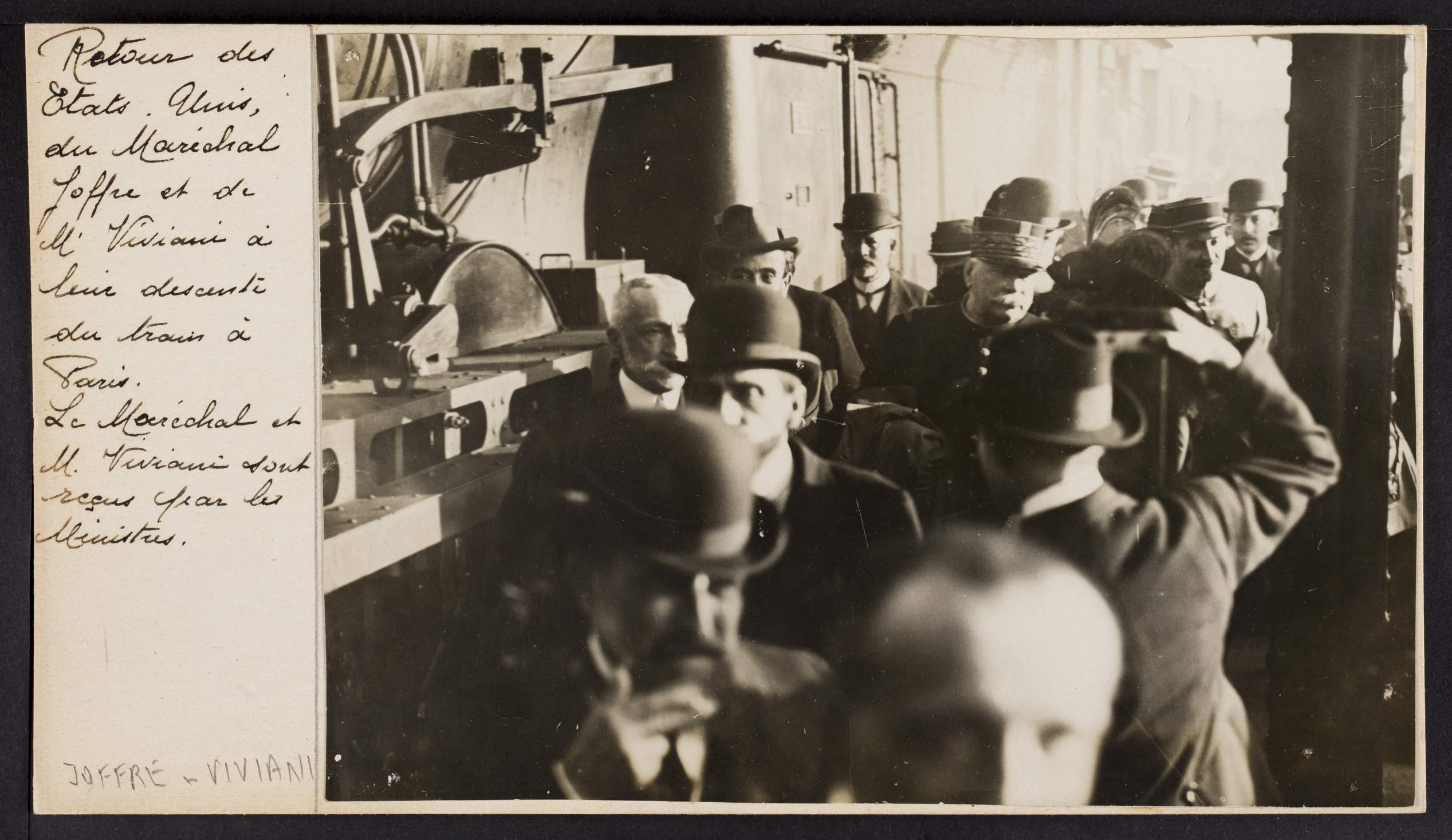
Arrivée de la mission Viviani Joffre

À son retour, le 23 mai 1917, Joffre rend compte de sa mission au gouvernement et détaille les points de l'accord. L'accueil politique est froid malgré les résultats obtenus.
Le 24 mai 1917 le maréchal Joffre est nommé inspecteur général des troupes américaines. Une nouvelle polémique émerge : contrairement à ce qui était prévu, c'est-à-dire que les Américains servent dans leur armée, le gouvernement Painlevé veut placer des contingents de soldats américains dans les armées franco-britanniques. Joffre refuse et énonce que la parole de la France aux États-Unis est en jeu.
Malgré la censure, l'opinion publique a bien compris l'importance de l'intervention américaine . Les Parisiens accueilleront très chaleureusement l'arrivée des premiers Américains et du général Pershing le 13 juin 1917.

## Le défilé du 4 juillet 1917 et le serment sur la tombe de La Fayette

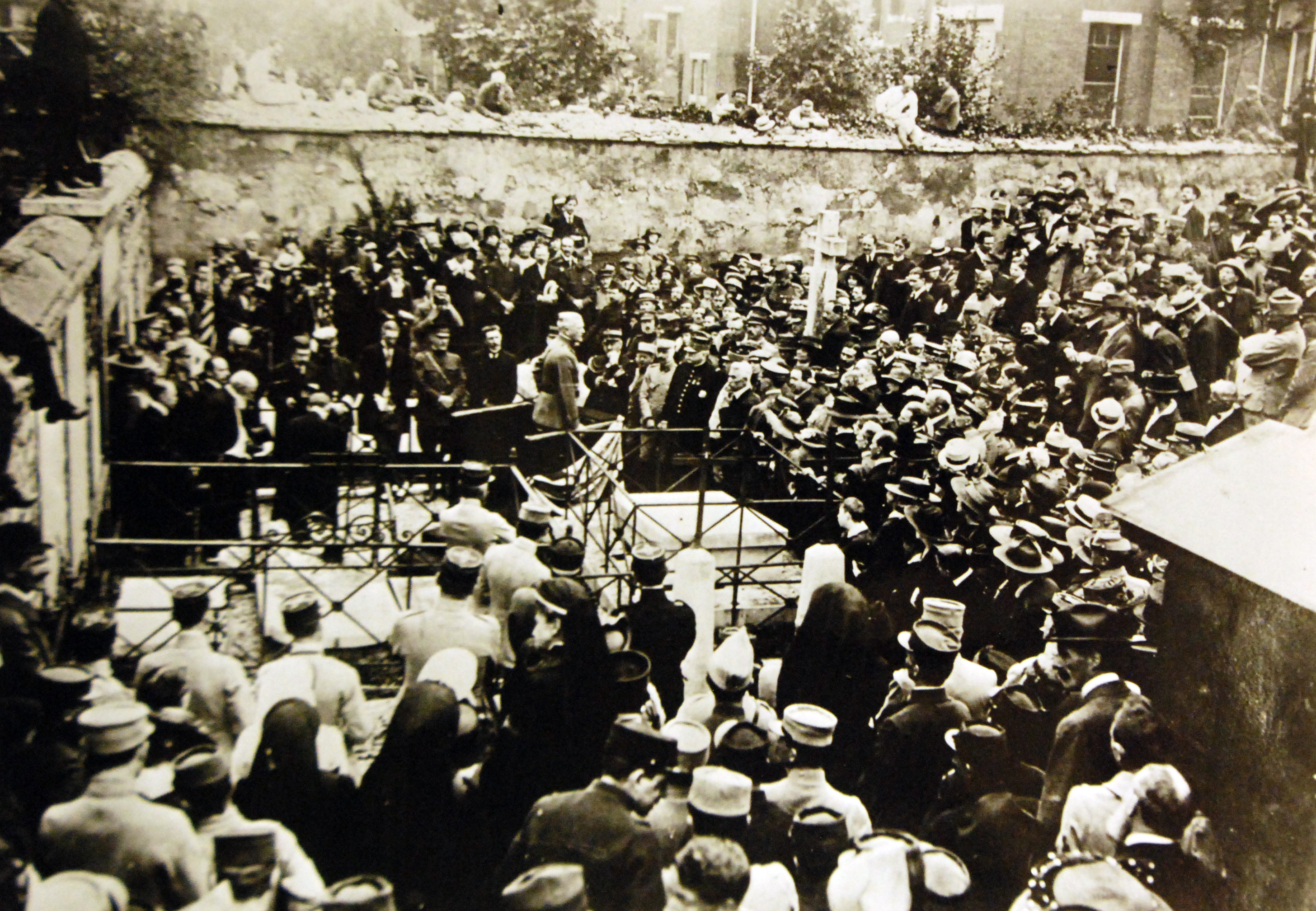
Le maréchal Joffre et le général Pershing devant la tombe de La Fayette

Les Français célèbrent avec les Américains, tout juste entrés en guerre aux côtés de la Triple Entente, la fête nationale des États-Unis qui commémore leur déclaration d’indépendance du 4 juillet 1776. À cette occasion se déroulent diverses cérémonies (dépôt de gerbes, défilé, discours, etc.) devant une foule composée de civils et de militaires, nombreuse et enthousiaste.
Un grandiose défilé des troupes françaises et américaines a lieu sur la place de la Bastille, drapeaux en tête.
Au cimetière de Picpus, devant la sépulture du marquis de La Fayette, les autorités civiles et militaires prononcent des discours. Se succèdent notamment le colonel Stanton, commandant la mission militaire américaine, le général Pershing, commandant le corps expéditionnaire américain en France, le maréchal Joffre, Paul Painlevé, ministre de la Guerre et William Graves Sharp, ambassadeur des États-Unis en France.

Le colonel Stanton fera une citation qui rentrera dans les mémoires :

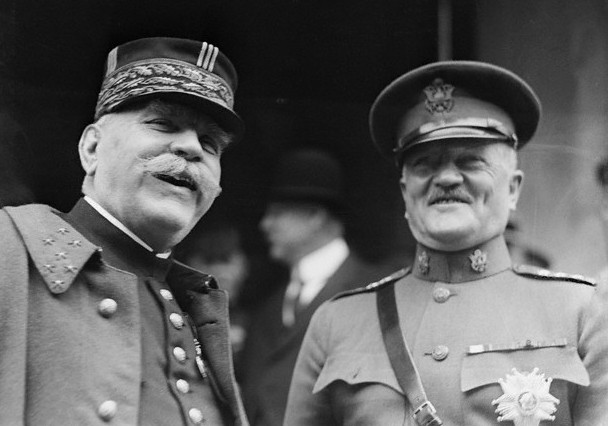
Le maréchal Joffre et son ami le général Pershing

« La Fayette, nous voila »

## Reconnaissance du rôle du maréchal Joffre
Le maréchal Joffre, par pudeur, parle peu et n'insiste pas sur son rôle propre.
Plusieurs hommes politiques tels Paul Painlevé se félicitent des grands résultats obtenus, le président Poincaré et même Viviani qui relate la mission sans citer le nom de Joffre.
Plusieurs biographes comme le colonel Jean Fabry, Gabriel Hanotaux, François de Tessan décrivent Joffre comme  le créateur de l'armée moderne américaine.
On peut constater que tous les membres de la mission, sauf Viviani, rendent hommage à l'importance du rôle de Joffre. C'est le cas du colonel Èdouard Requin, proche de Pétain, et d'Abel Hovelacque, inspecteur général de l'instruction publique .
Les mémoires des Américains lui rendent presque toujours justice : le général Pershing, chef du corps expéditionnaire Robert Lansing, secrétaire d'État aux Affaires étrangères, Nexton Diehl Baker, secrétaire d'État à la Guerre,...
Gondecourt, le 16 octobre 1917, Pershing déclara publiquement que le maréchal Joffre avait rendu un immense service aux deux nations. Les États-Unis lui sont redevables de l'esprit résolu et de l'union avec lesquels ils ont abordé le problème de leur intervention dans la guerre.